# Bardo Thodol

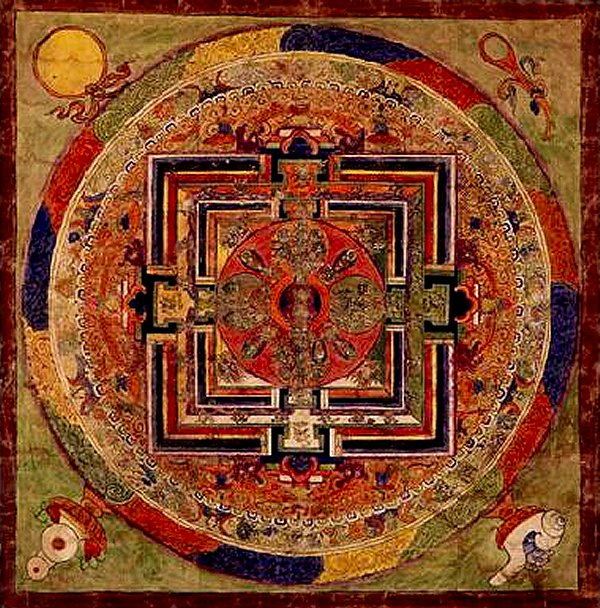
Mandala, reprezentând Lumea de Dincolo.

Bardo Thodol (tibetană བར་དོ་ཐོས་གྲོལ, bar-do thos-grol), (chineză 中有闻解, Zhong ioou wen jie) este un text funerar budist tibetan cunoscut în cultura occidentală sub numele de Cartea tibetană a morților.
Textul tibetan descrie ce se întâmplă cu conștiința omului după moarte, în intervalul cuprins între moarte și renașterea următoare, perioadă numită Bardo.
Textul tibetan este destinat pentru a fi un ghid pentru această etapă.
Textul cuprinde și capitole despre semnele apropierii morții, dar și ritualurile ce trebuiesc îndeplinite atunci când moartea este aproape sau a avut loc deja. La nivel internațional Bardo Thodol este cea mai renumită lucrare tibetană a lieraturii Nyingma.
Bardo Thodol se poate traduce ca (Marea) Eliberare prin intermediul auzului, în timpul așteptării.
Potrivit tradiției tibetane Bardo Thodol a fost compus de către Padmasambhava și scris de ucenicul său, Yeshe Tsogyal, îngropat apoi în dealurile Gampo din Tibetul central și, ulterior, descoperit de către un terton tibetan, Karma Lingpa.  Sunt mai multe variante ale cărții în funcție de diferitele secte.